# 就是唯一
《就是唯一》是信樂團的第5張創作專輯，於2011年12月30日發行。此張專輯是前主唱蘇見信離團後，加入新主唱刘飛鳴所發行的專輯。

## 曲目
1. 情殤-作詞:武雄  作曲:曉華/文杰/Tomi
2. 回不去了-作詞:武雄  作曲:Tomi
3. 預知愛別離-作詞:娃娃  作曲:文杰/Tomi/Keith Stuart
4. 思念的極限-作詞/作曲:Angelo Valsiglio/ Pietro Cremonesi/Federico Cavalli  中文詞:姚若龍
5. ROCK AND ROLL IS DEAD?-作詞/作曲:曉華
6. 思念第一章-作詞:武雄  作曲:Chris/Keith Stuart
7. 原來-作詞:曉華/武雄  作曲:曉華
8. RACING IN MY BLOOD-作詞:林俊/曉華  作曲:Tomi
9. 感情的形狀-作詞/作曲:曉華
10. 長生咒-作詞:武雄  作曲:Tomi
11. 絕句-作詞:武雄  作曲:Michael/Tomi